# U/S
『U/S』は梅堀淳とスワベック・コバレフスキによる音楽ユニット。

## 主な作品

### アニメ
- 2020年 ID：INVADED イド：インヴェイデッド

### 映画
- 2019年 袖振り合うもの